# Убивство шкільного президента
«Вби́вство шкільно́го президе́нта» (англ. «Assassination of a High School President») — американський комедійний детектив 2008 року.

## Сюжет
В католицькій школі дивним чином зникають екзаменаційні квитки. Шкільна красуня Франческа Фачіні і шкільний репортер другокурсник Боббі Функе починають своє розслідування. Через деякий час, вони дізнаються, що їх директор, колишній солдат спецпідрозділу, безпосередньо пов'язаний з крадіжкою квитків. Однак по мірі просування в цій справі, вони знаходять нові факти, які вказують на те, що за всім цим стоїть не один директор, а ще кілька людей. Франческа та Боббі намагаються перешкодити учасникам змови.

## У ролях
- Міша Бартон — Франческа Фачіні
- Ріс Томпсон — Боббі Функе
- Брюс Вілліс — директор Джаред Т. Кіркпатрік
- Майкл Рапапорт — тренер Зет
- Кетрін Морріс — медсестра Платт
- Мелоні Діаз — Клара Діаз
- Джош Пейс — Падре Ньюелл
- Люк Граймс — Марлон Пьяцца
- Патрік Тейлор — Пол Мур
- Аарон Хімельштейн — Тед Гольц
- Джозеф Перріно — Дач Міддлтон
- Джон Магаро — Кіпріато
- Робін Тейлор — Алекс Шнайдер
- Вінсент Пьяцца — Ріккі Делакруз
- Зої Кравіц — Валері Торрес
- Закарі Бут — Роккі Єнот